# Marcia Hafif
Marcia Hafif (Pomona (California), 15 agosto 1929 – 17 aprile 2018) è stata una pittrice statunitense.
Hafif è nata il 15 agosto 1929 a Pomona, in California. Dopo essersi diplomata al Pomona College nel 1951, si sposa con Herbert Hafif e si diploma con un lavoro sul Rinascimento italiano e nell'arte dell'Estremo Oriente. Successivamente pianifico' un viaggio di un anno a Firenze nel 1961, ma tuttavia si stabilì a Roma, dove è rimasta per quasi otto anni, eseguendo lavori di pittura e mostre chiamate "Pop-Minimal" in retrospettiva. Ritornata in California nel 1969 e lasciando per un po' la pittura per sperimentare film, fotografia e le installazioni sonore. Consegue una laurea in MFA all'Università della California a Irvine.
Nel 1971 Hafif si trasferì a New York per cercare di ritornare alla pittura in un momento in cui la validità della pittura era in dubbio; non trovando un percorso soddisfacente, si svegliò la mattina del 1º gennaio 1972 per realizzare il suo primo disegno a matita su carta, usando brevi segni verticali che coprivano dall'alto verso il basso un foglio di carta da disegno di 24 x 18 pollici. Questo metodo è stato utilizzato nello sviluppo dei suoi dipinti monocolore o "a colori". In una scala di grigi estesa, 1972-73, un'opera che la occupò per quasi un anno, usò tele di cotone standard per rappresentare la pittura: 106 pezzi, ciascuno 22 x 22 pollici, e ognuno dipinto in una gradazione diversa (tante quante lei potrebbe distinguere) dal nero al bianco.
Esponendo per più di otto anni con la Sonnabend Gallery a Soho e Parigi, ha sviluppato una serie di dipinti che sarebbero diventati la base di quello che venne chiamato The Inventory: 1974, Mass Tone Paintings; 1975, Wall Paintings, 1976, Disegni a matita; 1978, Neutral Mix Paintings; 1979, Broken Color Paintings at The Clocktower con Alanna Heiss; 1981, dipinti neri. Durante questo periodo ha anche pubblicato articoli sulla pittura in Artforum: "Beginning Again" nel 1978, in Art in America: "Getting on Painting", 1981 e "True Colours" nel 1989.
Negli anni '80 e '90 ha sviluppato nuove serie, insieme a relazioni con gallerie in Europa, prima a Monaco di Baviera, poi a Düsseldorf, e infine a Vienna, Londra, Parigi e altrove. Vivendo per parte dell'anno in California dopo il 1999, sono comparse altre serie di dipinti, l'ultima di Shade Paintings. Morì il 17 aprile 2018 all'età di 88 anni.

## Mostre
- 2010 - "From the Inventory: Black Paintings, 1979-1980", Newman Popiashvili Gallery[3]
- 2012 - "Marcia Hafif: From the Inventory – Late Roman Paintings", Larry Becker Contemporary Art, 5 Maggio – 7 luglio 2012[4]
- 2015 - "Marcia Hafif: From the Inventory", Laguna Art Museum, 28 giugno – 27 settembre 2015[5]
- 1969 - "Marcia Hafif. New Paintings", Roma, Galleria Editalia Qui arte contemporanea.[6]

## Collezioni
Hafif's work is held in collections worldwide including The Museum of Modern Art, New York.